# Tipuani
Tipuani è un comune (municipio in spagnolo) della Bolivia nella provincia di Larecaja (dipartimento di La Paz) con 6.155 abitanti (dato 2010).

## Cantoni
Il comune è suddiviso in 4 cantoni (popolazione 2001):
- Carguarani - 86 abitanti
- Cotapampa - 127 abitanti
- Paniagua - 2.956 abitanti
- Tipuani - 6.152 abitanti